# Charles Kingsley Barrett
Charles Kingsley Barrett, FBA (* 4. Mai 1917 in Salford; † 26. August 2011) war ein britischer Bibelwissenschaftler und methodistischer Geistlicher. Er war Professor für Theologie an der University of Durham und verfasste exegetische Kommentare zur Apostelgeschichte, dem Johannesevangelium, dem Römerbrief, dem 1. Korintherbrief und dem 2. Korintherbrief.

## Frühes Leben und Bildung
Barrett wurde in Salford geboren und studierte am Shebbear College in Devon, am Pembroke College in Cambridge und am Wesley House, welches ebenfalls in Cambridge liegt.

## Karriere
Barrett wurde zum geistlichen Dienst in der Methodist Church ordiniert und 1945 zum „lecturer in divinity“ an der University of Durham ernannt, wo er 1958 zum Professor gewählt wurde. Er predigte regelmäßig im Kreis Darlington der Methodist Church und im weiteren Umkreis.
Barrett wurde als auf Augenhöhe stehend mit Charles Harold Dodd angesehen und als „the greatest British New Testament scholar of the 20th century“ und „the greatest UK commentator on New Testament writings since J. B. Lightfoot“ bezeichnet.

## Ehrungen
Barrett wurde 1961 zum Fellow der British Academy (FBA) gewählt und bekam 1966 deren Burkitt-Medaille für biblische Studien verliehen. Er war 1973 Präsident der SNTS.
1982 wurde eine Festschrift zu seinen Ehren veröffentlicht. Paul and Paulinism: Essays in Honour of C.K. Barrett beinhaltet Beiträge von Morna Hooker, F. F. Bruce, I. Howard Marshall, Martin Hengel, und John Painter.

## Ausgewählte Werke
- C. K. Barrett: The Holy Spirit and the Gospel tradition. S.P.C.K., London 1947.
- C. K. Barrett: The Gospel According to St. John: an introduction with commentary and notes on the Greek text. S.P.C.K., London 1955.
- C. K. Barrett: The New Testament Background: selected documents edited, with introductions. S.P.C.K., London 1956.
- C. K. Barrett: A Commentary on the Epistle to the Romans. A. & C. Black, London 1957.
- C. K. Barrett: The Pastoral Epistles in the New English Bible. Oxford University Press, Oxford 1963.
- C. K. Barrett: Jesus and the Gospel Tradition. S.P.C.K., London 1967.
- C. K. Barrett: A Commentary on the First Epistle to the Corinthians. A. & C. Black, London 1968.
- C. K. Barrett: The Gospel of John and Judaism. S.P.C.K., London 1970.
- C. K. Barrett: A Commentary on the Second Epistle to the Corinthians. A. & C. Black, London 1973.
- C. K. Barrett: Reading Through Romans. SCM Press, London 1977.
- C. K. Barrett: Essays on Paul. S.P.C.K., London 1982.
- C. K. Barrett: Essays on John. S.P.C.K., London 1982.
- C. K. Barrett: Freedom and Obligation: Study of the Epistle to the Galatians. S.P.C.K., London 1985.
- C. K. Barrett: Paul: An Introduction to His Thought. Geoffrey Chapman, 1994.
- C. K. Barrett: A Critical and Exegetical Commentary on The Acts of the Apostles (= ICC. 1: Preliminary Introduction and Commentary on Acts I–XIV). T&T Clark, London 1994.
- C. K. Barrett: A Critical and Exegetical Commentary on The Acts of the Apostles (= ICC. 2: Preliminary Introduction and Commentary on Acts XV–XXVIII). T&T Clark, London 1999.
- C. K. Barrett: Acts of the Apostles: A Shorter Commentary (= ICC). T&T Clark, London 2002.